# 巴罗尼亚堡
巴罗尼亚堡（義大利語：Castel Baronia）是意大利阿韦利诺省的一个市镇。总面积15.34平方公里，人口1191人，人口密度77.6人/平方公里（2009年）。ISTAT代码为064022。